# 素数 (企業)
素数株式会社（そすう Sosu Company Limited.）は、日本の化粧品・健康食品製造販売会社。東京都渋谷区に本社がある。

## 概説
2005年（平成17年）11月会社設立。この会社のモットーは、いままでにどの会社も作らなかった新しい商品を企画・製作し、独自のスタイルで最新の商品を創造すること。「想像力」「行動力」「企画力」の3つをテーマとしている。
社名の『素数』は数学における1、それよりもはるかに大きな自然数を意味しており、無限の力が生み出す、個性あふれる商品を作り出すことも意味している。
独自のヒット商品として、かかとの角質を隅々まで取る「スクラッチ」シリーズなどがある。

## 本社・事業所
- 本社：東京都渋谷区恵比寿南1-1-12　フロンティア恵比寿
- 配送センター：山梨県中央市山之神流通団地1-6-16

## 主な商品
- スクラッチ（フットケア）
- mismo（禁煙用品）
- ニコレスタイル（禁煙用品）
- MIGAKI
- イボンヌ
- ゴージャスクイーン
- ハンミEX
- MSC
- ネイチャーズゲート

ほか